# Kelurahan Karangrejo (administrativ by i Indonesien, Kalimantan Timur)
Kelurahan Karangrejo är en administrativ by i Indonesien.   Den ligger i provinsen Kalimantan Timur, i den nordvästra delen av landet, 1 200 km nordost om huvudstaden Jakarta.